# 岩嘴乡
岩嘴乡，是中华人民共和国湖南省常德市汉寿县下辖的一个乡镇级行政单位。

## 行政区划
岩嘴乡下辖以下地区：
岩嘴社区、岩咀村、堑板村、廖家汊村、黄岭岗村、松树村、高湖村、龙虎村、西保村、狮子山村、五云村、福星村、新堤村、乐善村、金安村、二龙村、太安村、金孔村和软桥村。